# جون إيوينغ
جون إيوينغ (بالإنجليزية: John Ewing)‏ هو سياسي أسترالي، ولد في 6 أكتوبر 1863 في ولونغونغ في أستراليا، وتوفي في 30 نوفمبر 1933 في أستراليا. حزبياً، نشط في Nationalist Party (Australia) ‏. وقد انتخب عضو الجمعية التشريعية لأستراليا الغربية.